# 大沼邦博
大沼 邦博（おおぬま くにひろ、1949年 - ）は日本の法学者。専門は労働法。北海道北見市出身。関西大学法学部名誉教授。

## 来歴
函館ラ・サール高等学校を経て、1972年に京都大学法学部を卒業。同年、同大学院法学研究科に進学し、片岡曻に師事。1977年同大学院法学研究科博士課程満期退学。その後、関西大学法学部助教授、同教授を歴任。2017年同定年退任。

## 著書
- 『労働団体法』上巻、青林書院、1992年（片岡曻との共著）

| スタブアイコン | サブスタブ | この項目は、まだ閲覧者の調べものの参照としては役立たない、人物に関連した書きかけの項目です。この項目を加筆・訂正などしてくださる協力者を求めています（P:人物伝/PJ:人物伝）。 |